# کمپوت (نوشیدنی)
کُمپوت یا کَمپوت (به فرانسوی: Compote) یک نوشیدنی شیرین غیر الکلی است که بسته به فرهنگ و فصل ممکن است سرد و گرم سرو شود. این ماده از طریق پخت میوه‌هایی مانند توت فرنگی، زردآلو، هلو، سیب، ریواس، آلو یا آلبالو در حجم زیادی از آب به دست می‌آید که اغلب همراه با شکر یا کشمش به عنوان شیرین کننده‌های اضافی به دست می‌آیند. بعضی اوقات ادویه‌های مختلفی مانند وانیل یا دارچین برای عطر و طعم بیشتر به آن اضافه می‌شود، مخصوصاً در زمستان که کمپوت معمولاً به صورت گرم سرو می‌شود. کمپوت در کشورهای اروپای مرکزی و شرقی و همچنین در اروپای جنوبی محبوب است.
کمپوت بخشی از فرهنگ آشپزی بسیاری از کشورهای مرکزی، شرقی، اروپای جنوبی و خاورمیانه است، مانند: آلبانی، ارمنستان، بلاروس، جمهوری چک، اوکراین، روسیه، لهستان، بلغارستان، بوسنی و هرزگوین، لیتوانی، لتونی، استونی، مجارستان، اسلوونی، کرواسی، مقدونیه شمالی، صربستان، مونته‌نگرو، اسلواکی، مولداوی و رومانی (جایی که به عنوان کمپوت شناخته می‌شود)، اتریش، یونان، گرجستان و قبرس و همچنین در: ایران، قزاقستان، تاجیکستان، ترکیه، آذربایجان و سوریه. کمپوت (به زبانهای مقدونی، بلغاری، روسی، صربی، بوسنیایی و اوکراینی به کامپوت) روشی گسترده برای حفظ میوه برای استفاده در فصل زمستان در کشورهای اروپای جنوبی و شرقی بود. در سال ۱۸۸۵، Lucyna ierwierczakiewiczowa در یک کتاب دستور العمل نوشت که کمپوت میوه را به خوبی حفظ کرده و تازه به نظر می‌رسد. کمپوت در دهه ۱۹۷۰ هنوز محبوب بود. همچنین در بسیاری از کشورهای آسیای میانه مانند ازبکستان و قرقیزستان محبوب است. ده‌ها دستور العمل را می‌توان در کتاب دستور العمل لهستانی، به اسم کوچنیا پولسکا یافت.
مصرف کمپوت از دهه ۱۹۸۰ کاهش یافته‌است. با پایان یافتن نگهداری مواد غذایی در بسیاری از کشورهای اروپای جنوبی و شرقی، کمپوت توسط آب میوه، نوشابه و آب معدنی جایگزین شده‌است.

## اوزوار
Uzvar یا vzvar نوشیدنی مشابهی است که از میوه‌های مختلف خشک و گاهی توت تهیه می‌شود، با عسل یا شکر شیرین می‌شود و در اوکراین محبوب است.